# Gentiana gilvostriata
Gentiana gilvostriata är en gentianaväxtart som beskrevs av Marquand. Gentiana gilvostriata ingår i släktet gentianor, och familjen gentianaväxter. Inga underarter finns listade i Catalogue of Life.